# میدوی، شهرستان اسپنسر، ایندیانا
میدوی (به انگلیسی: Midway) یک منطقهٔ مسکونی در ایالات متحده آمریکا است که در شهرستان اسپنسر، ایندیانا واقع شده‌است. میدوی ۱۲۰٫۰۹ متر بالاتر از سطح دریا واقع شده‌است.